# Chronologie isotopique

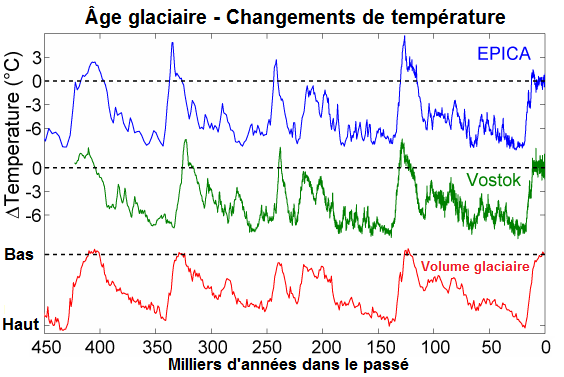
Variations des températures et du volume des glaces durant les derniers cycles glaciaires et interglaciaires. Voir EPICA et Vostok

La chronologie isotopique est fondée sur les variations des températures moyennes de la planète au cours du temps, déduites des proportions des isotopes 16O et 18O de l'oxygène (stades isotopiques de l'oxygène ou SIO) trouvées dans les carottages océaniques et glaciaires réalisés par les chercheurs. Valable à l'échelle planétaire, elle se substitue aujourd'hui aux chronologies locales fondées sur les périodes glaciaires traditionnelles.
Dans la littérature, elle est généralement signifiée par les initiales anglaises « MIS » (Marine isotope stage).

## Faiblesses des chronologies traditionnelles
Le Quaternaire a connu de grandes variations climatiques ayant entrainé une alternance de phases glaciaires et interglaciaires. Les traces de ces glaciations (moraines, nappes fluvio-glaciaires, etc.), et en particulier les glaciations alpines pour l'Europe, ont été utilisées à partir du début du XXe siècle pour établir une chronologie du Quaternaire. Toutefois, ce système présente un certain nombre de limites liées au caractère localisé et discontinu de ces phénomènes. En raison de différences de latitude et de relief, les glaciations des Alpes, de l'Europe du Nord-Ouest et de l'Amérique du Nord ne sont pas exactement synchrones et il est très délicat d'établir des corrélations entre ces différentes zones.

De plus, certaines glaciations traditionnelles, en particulier la glaciation de Riss, enjambent plusieurs stades glaciaires isotopiques, au point que les divergences se multiplient sur les dates limites qu'il convient de leur attribuer.

Courbe du climat sur les 5 derniers millions d'années, d'après Lisiecki & Raymo 2005 (pile benthique LR04)

## Courbe isotopique de l'oxygène
Un enregistrement continu et global des variations de température a donc été recherché à partir des années 1950. Il a été fourni par des carottages dans les sédiments des fonds océaniques et dans les calottes glaciaires du Groenland ou de l'Antarctique. La proportion entre les isotopes 16 et 18 de l'oxygène (nommée δ18O) contenus dans ces sédiments (en particulier dans les foraminifères fossiles des sédiments océaniques) est corrélée à celle de l'eau de mer, elle-même liée à la température moyenne de l'atmosphère terrestre. Une courbe de variation de la température moyenne de la planète a ainsi pu être établie pour les 5 derniers millions d'années. Elle a ensuite été confrontée aux datations obtenues par d'autres méthodes pour aboutir à une chronologie isotopique désormais universellement reconnue. 
La courbe isotopique de l'oxygène a permis de définir une alternance de stades froids et tempérés, numérotés à partir du stade tempéré actuel ou stade 1, en remontant dans le temps. Ces stades sont appelés stades isotopiques de l'oxygène (SIO). Les stades froids portent des numéros pairs (2, 4, 6, etc.) et les stades tempérés portent des numéros impairs (3, 5, 7, etc.). Ils peuvent correspondre respectivement aux phases glaciaires et aux interglaciaires des anciennes chronologies locales, mais aussi à des épisodes intermédiaires, les interstades.

La glaciation de Würm correspond ainsi aux stades isotopiques 2, 3, 4 et la majorité du stade 5 : deux stades froids (SIO 2 et 4) séparés par un interstade frais (SIO 3) et une série d'oscillations fraiches assez rapides (SIO 5a à d). L'interglaciaire Riss-Würm correspond au stade tempéré SIO 5e, tandis que la glaciation de Riss s'achève avec le stade froid SIO 6.

## Liste des stades climatiques sur 900 000 ans

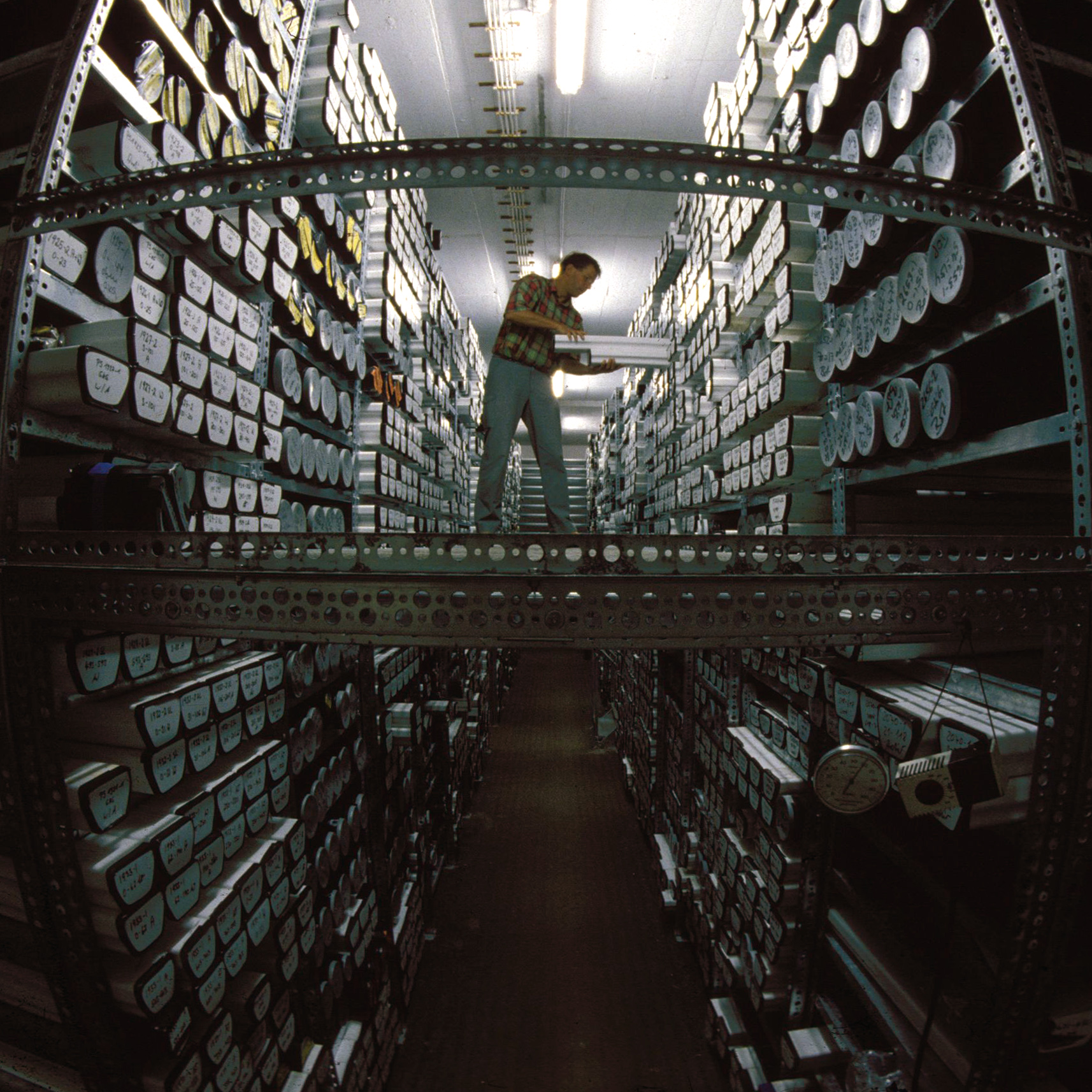
Un stockage de carottages océaniques

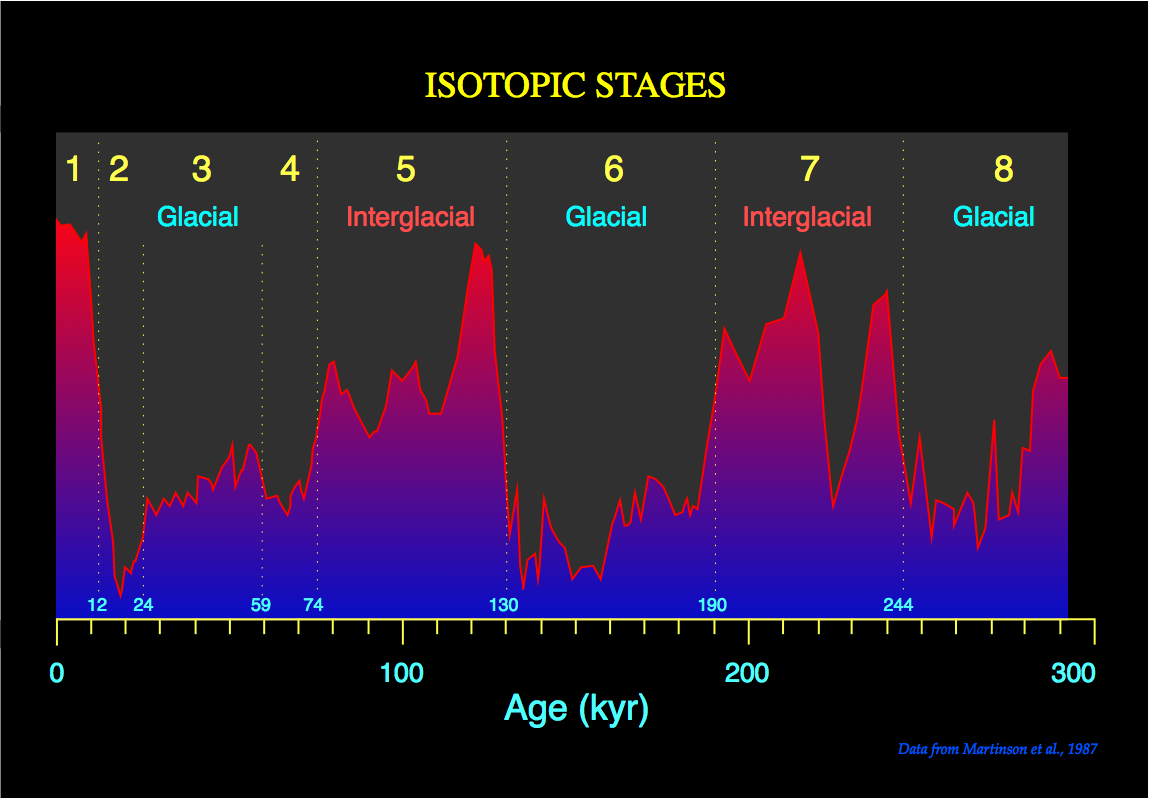
Stades isotopiques de l'oxygène 1 à 8, au cours des derniers 300000 ans, d'après Martinson et al.

La liste qui suit donne les dates de début (chiffres en milliers d'années avant le présent) des différents stades climatiques du Pléistocène moyen et supérieur, d'après l'étude 2005 de Lisiecki & Raymo (pile benthique LR04)  :
- SIO 1 - 14 ka, fin du Dryas récent qui marque le début de l'Holocène. L'étude LR04 a dû interpréter ici une période de temps moins bien documentée, et la date usuelle de 11,7 ka peut être préférée.
- SIO 2 - 29 ka (début du dernier maximum glaciaire)
- SIO 3 - 57 ka
- SIO 4 - 71 ka
- SIO 5 - 130 ka, subdivisé de a à e :
  - SIO 5a - 82 ka
  - SIO 5b - 87 ka
  - SIO 5c - 96 ka
  - SIO 5d - 109 ka
  - SIO 5e - 123 ka
- SIO 6 - 191 ka
- SIO 7 - 243 ka
- SIO 8 - 300 ka
- SIO 9 - 337 ka
- SIO 10 - 374 ka
- SIO 11 - 424 ka
- SIO 12 - 478 ka
- SIO 13 - 533 ka
- SIO 14 - 563 ka
- SIO 15 - 621 ka
- SIO 16 - 676 ka
- SIO 17 - 712 ka
- SIO 18 - 761 ka
- SIO 19 - 790 ka
- SIO 20 - 814 ka
- SIO 21 - 866 ka

La liste continue potentiellement jusqu'au stade SIO 104, démarrant il y a 2,614 millions d'années.